# Benjuí (resina)

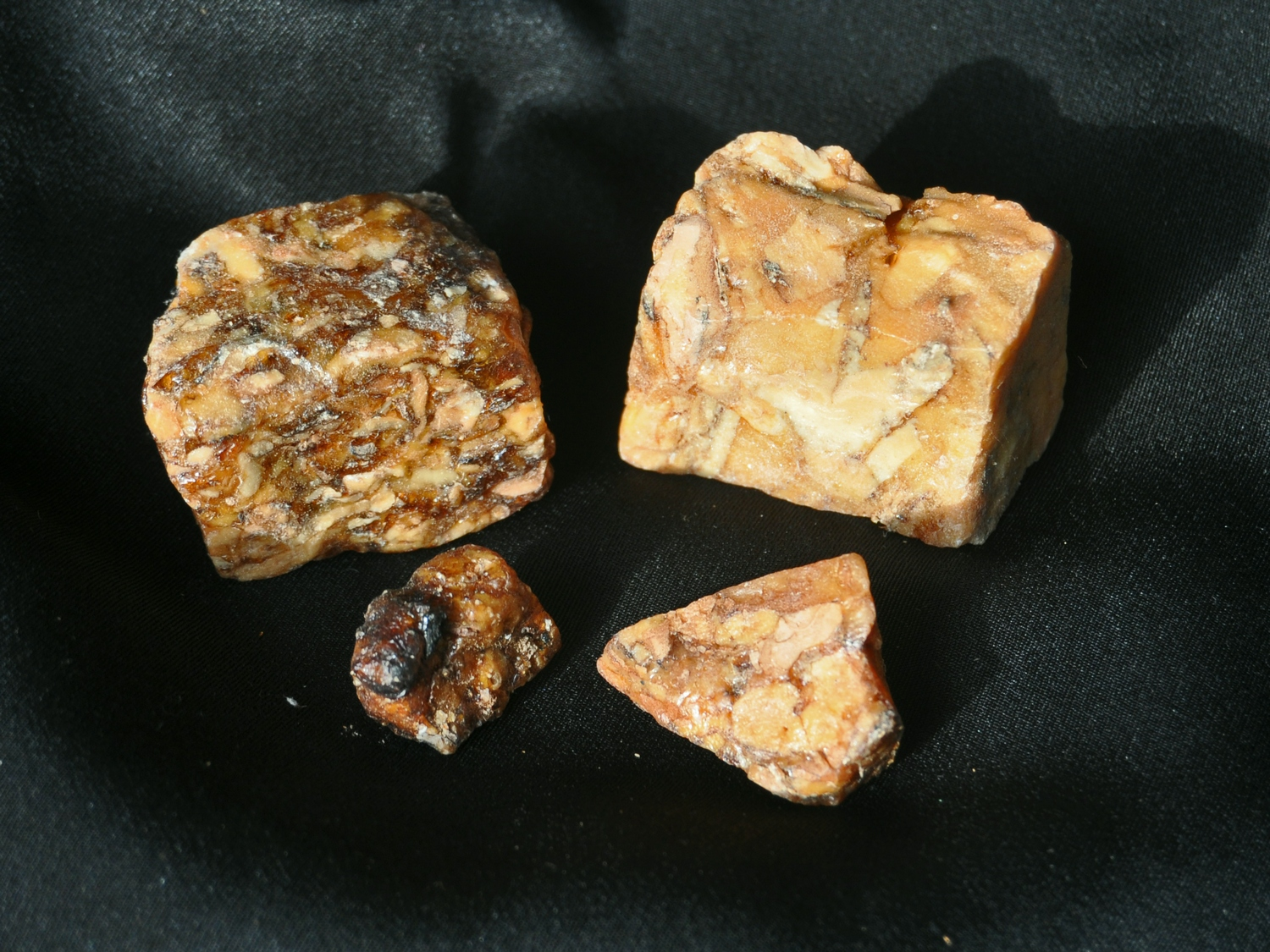
Benjuí de Java

Se llama benjuí a la resina que se destila naturalmente o bien por incisiones practicadas al efecto, de Styrax benzoin, árbol que crece en Java, Sumatra y en Tailandia; se solidifica prontamente al contacto del aire y llega a ser dura y quebradiza. 
El benjuí se funde a un calor moderado y entonces se sublima el ácido benzoico que puede fácilmente condensarse bajo la forma de largas agujas.
Se ha empleado con especialidad en la perfumería: su disolución alcohólica extendida en agua constituye la leche virginal. Se le ha hecho entrar en la composición de diferentes barnices usados para charolar cajas, bastones y otros objetos, que con esto exhalan cierto olor a vainilla cuando se calientan con el contacto de la mano. También se incorporó en Inglaterra, cierta cantidad de benjuí en la encáustica que se aplicaba sobre las baldosas o ladrillos de los aposentos.